# Плахтянка
Плахтя́нка (укр. Плахтянка) — село, входит в Бучанский район Киевской области Украины.
Население по переписи 2001 года составляло 745 человек. Почтовый индекс — 08030. Телефонный код — 4578. Занимает площадь 0,256 км². Код КОАТУУ — 3222786801.

## Местный совет
08030, Київська обл., Макарівський р-н, с. Плахтянка, вул. Кавказька, 1